# Wschodnia (Młyny)
Wschodnia – część wsi Młyny w Polsce, położona w województwie świętokrzyskim, w powiecie buskim, w gminie Busko-Zdrój.
W latach 1975–1998 Wschodnia administracyjnie należała do województwa kieleckiego.